# Weißensee (Thüringen)
 Weißensee is een gemeente in de Duitse deelstaat Thüringen, gelegen in de Landkreis Sömmerda. De stad telt 3.634 inwoners. Naburige plaatsen zijn onder andere Sömmerda, Wundersleben, Straußfurt, Gangloffsömmern, Greußen, Herrnschwende, Nausitz, Günstedt, Riethgen en Griefstedt.
Alperstedt ·
Andisleben ·
Büchel ·
Buttstädt ·
Eckstedt ·
Elxleben ·
Gangloffsömmern ·
Gebesee ·
Griefstedt ·
Großmölsen ·
Großneuhausen ·
Großrudestedt ·
Günstedt ·
Haßleben ·
Henschleben ·
Kindelbrück ·
Kleinmölsen ·
Kleinneuhausen ·
Kölleda ·
Markvippach ·
Nöda ·
Ollendorf ·
Ostramondra ·
Rastenberg ·
Riethgen ·
Riethnordhausen ·
Ringleben ·
Schloßvippach ·
Schwerstedt ·
Sömmerda ·
Sprötau ·
Straußfurt ·
Udestedt ·
Vogelsberg ·
Walschleben ·
Weißensee ·
Werningshausen ·
Witterda ·
Wundersleben